# Åke Hammarskjöld
Åke Vilhelm Hjalmar Hammarskjöld, född 10 april 1893, död 7 juli 1937 i Haag, Nederländerna, var en svensk ämbetsman och diplomat.
Hammarskjöld blev filosofie kandidat vid Uppsala universitet 1914, juris kandidat 1917, anställdes samma år i utrikesdepartementet, där han blev legationsråd 1923 och envoyé i disponibilitet 1930. Hammarskjöld anlitades som expert på internationella rättsfrågor, såväl i Nationernas förbund som i Mellanfolkliga domstolen, där han från 1922 var generalsekreterare.
Åke Hammarskjöld var son till Hjalmar Hammarskjöld samt bror till Dag och Bo Hammarskjöld. Han var gift med Britte Clara Wahlgren (1893–1990) och var far till diplomaterna Knut Hammarskjöld och Peder Hammarskjöld samt Michael Hammarskjöld (1929–2001). Åke Hammarskjöld ligger begraven i familjegraven på Uppsala gamla kyrkogård.

## Utmärkelser

### Svenska utmärkelser
- Kommendör av första klass av Nordstjärneorden, 6 juni 1934.[3]
- Riddare av Nordstjärneorden, 6 juni 1926.[3]
- Riddare av Vasaorden, 1923.[3]

### Utländska utmärkelser
- Kommendör av första klassen av Finlands Vita Ros’ orden.[3]
- Riddare av första klassen av Finlands Vita Ros’ orden, 1919.[3]
- Kommendör av Nederländska Oranien-Nassauorden, 1926.[3]
- Riddare av första klassen av Norska Sankt Olavs orden.[3]
- Riddare av Norska Sankt Olavs orden, 1917.[3]
- Kommendör av Spanska Isabella den katolskas orden, 1926.[3]